# Bataille d'Hysiai
En 669 av. J.-C., l'expansionnisme spartiate se heurte à l'ouest à Argos : Sparte est vaincue par Pheidon à la bataille d'Hysiai, au nord de la Cynurie, sur la route de Tégée à Argos, dans le cadre de la Deuxième Guerre de Messénie.
Hysiai était un petit bourg situé sur le territoire de la cité d'Argos.
Certains auteurs, comme T. Kelly, pensent que cette bataille est en fait une construction du récit national des Argiens.

## Source antique
- Pausanias le Périégète, II, 24,7.